# Lauren Michelle Hill
Pour les articles homonymes, voir Hill.
Lauren Michelle Hill (Lauren James), née le 27 juin 1979 à Columbia (Caroline du Sud, États-Unis), est une mannequin et actrice américaine. Elle a été playmate dans l'édition de février 2001 de Playboy.
Elle était étudiante en journalisme et cheerleader à l'Université de Caroline du Sud.

## Apparitions dans les numéros spéciaux dePlayboy
- Playboy's Book of Lingerie, vol. 86, juillet 2002.
- Playboy's Playmate Review, vol. 18, aout 2002, p. 12-19.
- Playboy's Nude Playmates, avril 2003, p. 36-39.
- Playboy's Book of Lingerie, vol. 92, juillet 2003.
- Playboy's Playmates in Bed, novembre 2003, p. 58-63.
- Playboy's Book of Lingerie, vol. 95, janvier 2004, Mizuno, p. 42-45.

## Filmographie
- Playboy Video Playmate Calendar 2002
- Playboy Prime Time Playmates